# Parke Godwin
Pour les articles homonymes, voir Godwin.
Parke Godwin, né le 28 janvier 1929 à New York et mort le 19 juin 2013  à Auburn en Californie, est un écrivain américain, lauréat du prix World Fantasy du meilleur roman court 1982 pour The Fire When it Comes.

## Œuvres
- (en) Darker Places, 1973
- (en) A Memory of Lions, 1976
- Les Maîtres de la solitude, OPTA, coll. Club du livre d'anticipation no 116, 1985 ((en) The Masters of Solitude, 1978)Écrit avec Marvin Kaye (en).
- (en) Firelord, 1980
- La Fin de l'hiver, OPTA, coll. Club du livre d'anticipation no 118, 1986 ((en) Wintermind, 1982)Écrit avec Marvin Kaye (en).
- Lumière froide, J'ai lu, coll. Épouvante no 1964, 1986 ((en) A Cold Blue Light, 1983)Écrit avec Marvin Kaye (en).
- (en) Beloved Exile, 1984
- (en) The Fire When It Comes, 1984Collection d'histoires courtes
- (en) The Last Rainbow, 1985
- (en) A Truce with Time, 1988
- (en) Invitation to Camelot, 1988
- En attendant le bus galactique, J'ai lu no 2938, 1990 ((en) Waiting for the Galactic Bus, 1988)
- (en) The Snake Oil Wars: or Scheherazade Ginsberg Strikes Again, 1989
- (en) Sherwood, 1991
- (en) Robin and the King, 1993
- (en) Limbo Search, 1995
- (en) The Tower of Beowulf, 1995
- (en) Lord of Sunset, 1998
- (en) Night You Could Hear Forever, 1999
- (en) The Lovers: The Legend of Trystan and Yseult, 1999Écrit avec Kate Hawks.